# Загуляев, Фёдор Тимофеевич
Фёдор Тимофеевич Загуляев (1792—1858) — русский кораблестроитель XIX века, построил на Соломбальской верфи более 60 судов различного ранга и класса для Российского императорского флота, управляющий Соломбальским портом, генерал-майор Корпуса корабельных инженеров.

## Биография

### Ранние годы
Фёдор Тимофеевич Загуляев родился в Архангельске 5 (16) июня 1792 года в семье корабельного плотника 1-го класса Второй дивизии корабельного строения Тимофея Андреевича Загуляева (1757—1810) и его жены Пелагеи Ивановны. С 1795 года отец Фёдора служил на Соломбальской верфи в Архангелогородском адмиралтействе, а в 1803 году вместе с женой и младшим сыном Андреем (рожд. 15 сентября 1797 года) уехал из Архангельска на новое место службы корабельным артиллеристом (комендором) унтер-офицерского чина.

### Корабельный ученик

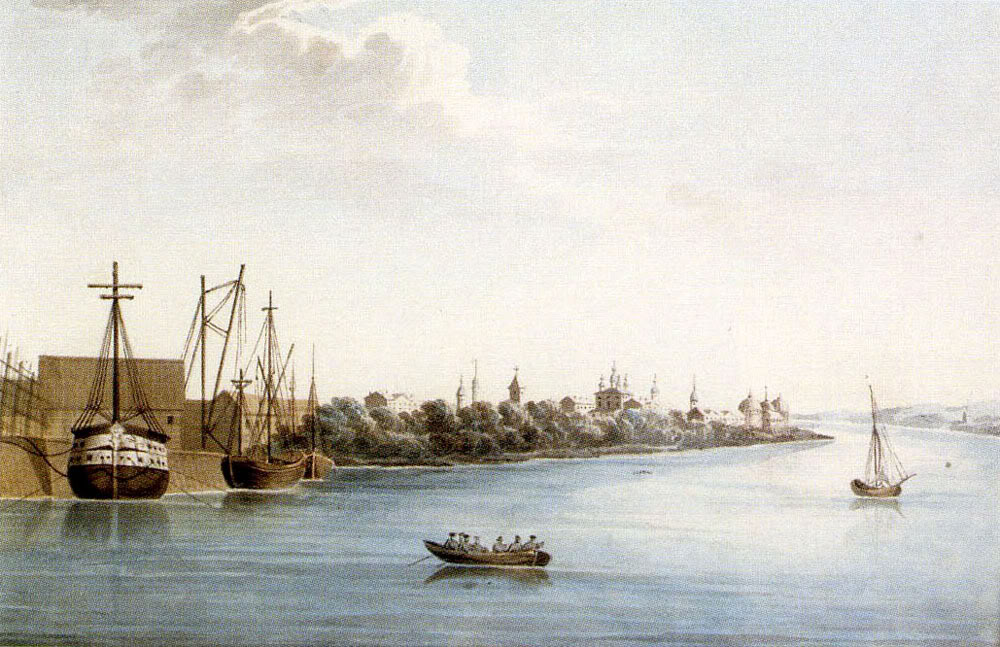
Вид города Архангельска в 1826 году. Картина русского художника В. Галямина

Фёдор Загуляев в семилетнем возрасте был отдан в морскую школу при Архангельском адмиралтействе, где продолжал учиться после отъезда родителей из Архангельска. 20 ноября 1804 году поступил мачтовым учеником в Архангельский порт, в 1807 году переименован в корабельные ученики. Осваивал кораблестроительное ремесло под руководством выдающихся судостроителей А. М. Курочкина и В. А. Ершова. 20 мая 1820 года был произведён в тиммерманы, а 19 июня 1822 года — в помощники корабельного мастера 14-го класса Табели о рангах.
С октября 1825 по май 1826 года принимал участие в постройке 74-пушечных линейных кораблей «Иезекииль» и «Азов», за что по высочайшему повелению от 7 июня 1826 года получил премию в 300 наградных рублей, 22 декабря 1826 года был переименован в прапорщики Корпуса корабельных инженеров. В 1827—1828 годах под руководством В. А. Ершова на Соломбальской верфи строил 74-пушечные линейные корабли 3-го ранга «Кацбах» и «Кульм»(заложены 5 сентября 1827 года, спущены на воду 25 мая 1828 года). 11 января 1828 года Ф. Т. Загуляева был произведён в подпоручики, а 12 декабря того же года в поручики. В 1830 году за отличные труды по кораблестроению получил единовременно годовой оклад жалования. 31 декабря 1831 года был произведён в штабс-капитаны.
21 сентября 1833 года приступил к своей первой самостоятельной постройке 16-пушечного транспорта «Гапсаль», специальный тип судов для защиты торговых кораблей Российской империи от нападений каперов. Транспорт «Гапсаль» стал первым в серии данных кораблей. В 1833 году был награждён орденом Святого Станислава 3-й степени. 22 сентября 1834 года заложил 20-пушечный бриг «Нестор» и транспорт «Волхов», которые построил и спустил на воду 21 мая 1835 года. В 1835 и 1837 годах дважды получил в качестве единовременной премии годовой оклад жалования, в 1835 году был произведён в капитаны, а в 1838 году — в подполковники.

### Управляющий Соломбальским портом
В 1837—1842 годах построил пять однотипных «Гапсалю» 16-пушечных транспортов «Свирь», «Мста», «Тверь», «Волга», «Тверца» и портовый пароход «Полезный».
В 1842 году Фёдор Загуляев был назначен управляющим Соломбальского порта вместо Василия Ершова, получившего назначение в Кронштадт. 1 сентября 1842 года Загуляев заложил два корабля: 44-пушечный фрегат «Константин» и 74-пушечный линейный корабль «Ингерманланд» (при закладке «Иезекиль»), оба корабля были спущены на воду 2 мая 1844 года. В сентябре 1843 года Ф. Т. Загуляев приступил к постройке шхуны «Полярная Звезда» (спущена на воду 10 мая 1844 года) и парохода «Смирный» с паровой машиной в 60 л. с., который после спуска на воду 6 мая 1844 года вошёл в состав Беломорской флотилии. За постройку кораблей был награждён орденом Святой Анны 3 степени. В 1845 году кораблестроитель построил 16-пушечную шхуну «Радуга» и руководил постройкой 16-пушечного брига «Новая Земля», который строил строитель Рихтер.
В 1846—1852 годах Загуляев построил пять 74-пушечных линейных кораблей: «Нарва»(при закладке — «Святослав», спущен 7 мая 1846), «Память Азова» (спущен 29 апреля 1848), «Сысой Великий» (спущен 10 мая 1849), «Бородино» (спущен 11 мая 1850), «Вилагош» (спущен 3 мая 1851). 21 мая 1851 года заложил 52-пушечный фрегат «Диана», который спустил на воду 19 мая 1852 года. Одновременно в эти годы Ф. Загуляев руководил работами по постройке транспортов «Кемь» (строитель Вихман) и «Соловецк» (строитель Рихтер), а также яхты «Александра» для князя Лобанова-Ростовского(строитель Рихтер).
22 августа 1848 года был награждён Знаком отличия беспорочной службы за XXV лет, 30 августа 1848 года получил монаршее благоволение за отличное устройство корабля «Память Азова» и награждён орденом Святой Анны 2 степени. 6 декабря 1849 года Загуляев был произведён в полковники Корпуса корабельных инженеров.
В 1852 году был командирован в Санкт-Петербург и Кронштадт для изучения нововведений и улучшений по судостроительной части. Вернувшись на Север Загуляев построил для обороны Архангельска от противника в ходе Крымской войны 1853—1856 годов 34 канонерские лодки. Наружная обшивка лодок велась из лиственничного и соснового леса, бимсы, палубы и все внутреннее устройство — только из соснового; скрепление в подводной и надводной частях выполнялось из железа. Для лучшей маневренности лодок была предусмотрена установка не одного, а двух рулей (в носовой и кормовой частях).
В 1854 году завершил строительство транспорта «Гапсаль» и 21 октября 1854 года заложил шхуну «Задорная» (спущена 9 сентября 1855 года). 25 мая 1857 года спустил на воду винтовой фрегат «Илья Муромец» в 360 лошадиных сил, который строил с 1853 года. За выслугу 35 лет в офицерских чинах был награждён орденом Святого Владимира 4-й степени, а 22 июля 1858 года произведён за отличие в генерал-майоры.
В 1858 году построил транспорт «Ока» и заложил свой последний корабль — винтовой фрегат «Пересвет», но из-за болезни и последующей скоропостижной смерти фрегат не достроил. 9 июня 1860 года винтовой фрегат «Пересвет» при спуске на воду сел кормой на мель и был сломан. После произведённого ремонта в 1861 году, фрегат приведён в Кронштадт.
Фёдор Тимофеевич Загуляев за свою более чем 50-летнюю трудовую деятельность внедрил много революционных для того времени новинок в судостроении. Он заменил пеньковые канаты якорными цепями, подводные части корабельных корпусов стал скреплять не громоздкими брусьями, а железными ридерсами (железные полосы, наложенные крест-накрест поверх внутренней обшивки или поверх шпангоутов), что позволило сделать трюма значительно просторнее.
17 октября 1858 года Фёдор Тимофеевич Загуляев умер. Похоронен на Соломбальском кладбище, могила сохранилась до наших дней, охраняется государством.

## Семья
Фёдор Тимофеевич Загуляев был женат дважды. В первый брак вступил 7 апреля 1825 года с Екатериной Степановной Швецовой (1802—1847), в этом браке детей не имел. После смерти супруги 23 марта 1847 года, вступил во второй брак 7 июня 1848 года с Пелагеей Ивановной Кармановой (Мирмиковой). 27 января 1850 года в их семье родился сын Тимофей, который продолжил дело отца и стал кораблестроителем. С 1905 года Т. Ф. Загуляев — главный инженер-механик Кронштадтского порта и начальник пароходного завода порта. В 1912 году вышел в отставку в чине генерал-лейтенанта. Михаил Загуляев — племянник Ф. Т. Загуляева, окончив обучение в Корпусе инженеров путей сообщения и затем в 1855 году Кондукторские роты учебного морского экипажа, участвовал офицером морской артиллерии в операциях против англо-французского флота в Крымской войне. Затем стал журналистом, писателем и публицистом.